# Corallocarpus grevei
Corallocarpus grevei là một loài thực vật có hoa trong họ Cucurbitaceae. Loài này được (Keraudren) Keraudren mô tả khoa học đầu tiên năm 1966.